# Волчанка
Волча́нка (каз. Волчанка) — село у складі Шемонаїхинського району Східноказахстанської області Казахстану. Адміністративний центр Волчанського сільського округу.
Населення — 865 осіб (2021; 1006 у 2009, 1132 у 1999, 1297 у 1989).
Національний склад станом на 1989 рік:
- росіяни — 76 %